# 송일초등학교
송일초등학교는 대한민국 경기도 평택시에 있는 공립 초등학교이다.

## 학교 연혁
- 1997. 06. 05 송일초등학교 설립 인가
- 1998. 03. 01 송일초등학교 개교(15학급 편성) 초대 정명우 교장 부임
- 1998. 03. 01 경기도교육청 시범교육청 협력학교(2년간)
- 1998. 03. 01 경기도학생예능종합발표대회(국악) 최우수 교육감 표창
- 1999. 08. 25 초등영어 교육과정 운영 우수교 교육감 표창
- 1999. 12. 01 19학급 편성, 병설 유치원 개원(1학급)
- 1999. 03. 01 종합장학 우수학교 선정 교육감 표창
- 1999. 03. 01 제1회 졸업식 105명 졸업
- 2000. 02. 16 21학급 편성
- 2000. 03. 01 경기도교육청지정 교수ㆍ학습방법 연구학교(2년간)
- 2000. 03. 01 학습환경 및 화장실 문화 우수교 선정 교육감 표창
- 2000. 05. 15 경기도청소년종합예술제(국악) 우수상 수상
- 2000. 10. 25 전반기 학교경영 우수교 선정 교육감 표창
- 2000. 11. 30 경기도 학생예능발표대회(국악) 최우수 교육감 표창
- 2001. 02. 16 제2회 졸업식 93명 졸업(총 졸업생 198명)
- 2001. 03. 01 23학급 편성
- 2001. 04. 07 학교 교육계획서 우수교 교육장 표창
- 2001. 06. 27 경기도교육청 지정 교수ㆍ학습연구학교 보고회
- 2001. 10. 26 경기도 청소년 종합예술제 우수 교육감 표창
- 2001. 11. 27 외부학습 환경 조성 우수 교육감 표창
- 2001. 12. 13 늘 푸른 학교 숲 가꾸기 우수교 교육장 표창
- 2002. 02. 15 제3회 졸업식 114명 졸업(총 졸업생 312명)
- 2002. 03. 01 26학급 편성
- 2002. 12. 11 「학교 자연 학습장 조성」선도학교 (경기도교육감)
- 2003. 02. 15 「학교평가 우수교」(평택교육청)
- 2003. 03. 01 기초, 기본 학습 능력 신장 시범학교 (평택교육청)
- 2004. 02. 17 제5회 졸업식 105명 졸업(총 졸업생 584명)
- 2004. 03. 01 27학급 편성
- 2004. 03. 01 제2대 홍종균 교장 부임
- 2004. 10. 15 야외 학습장, 테니스장 설치
- 2004. 11. 24 5층 증축 완공(다목적교실, 특별실 설치)
- 2005. 02. 17 제6회 졸업식 181명 졸업(총 졸업생 764명)
- 2006. 02. 17 제7회 졸업식 173명 졸업(총 졸업생 937명)
- 2006. 03. 01 제3대 최행식 교장 부임
- 2006. 03. 01 29학급 편성
- 2007. 02. 14 제8회 졸업식 155명 졸업(총 졸업생 1,092명)
- 2007. 03. 01 경기도평택교육청지정 국제이해교육 시범학교 운영
- 2007. 03. 01 29학급 편성
- 2008. 02. 15 제9회 졸업식 176명 졸업(총 졸업생 1,268명)
- 2008. 03. 01 30학급 편성(특수 1학급, 유치원 1학급)
- 2008. 05. 01 개교 10주년 기념 둥구재 체육대회
- 2008. 05. 01 개교 10주년 기념 교지 발행
- 2009. 02. 18 제10회 졸업식 153명 졸업(총 졸업생 1,421명)
- 2009. 03. 01 제4대 방호석 교장 취임
- 2009. 03. 01 27학급 편성(특수 1학급, 유치원 1학급)
- 2009. 03. 01 경기도교육청 지정 통합교과 연구학교 운영
- 2010. 02. 18 제11회 졸업식 134명 졸업(총 졸업생 1,555명)
- 2010. 03. 01 25학급 편성(특수 1학급, 유치원 1학급)
- 2010. 12. 20 경기도교육청 지정 통합교과 연구학교 운영 우수교 교육감 표창
- 2010. 12. 31 영어 교과특성화 우수교 교육감 표창
- 2011. 02. 18 제12회 졸업식 152명 졸업(총 졸업생 1,573명)
- 2011. 03. 01 23학급 편성(특수 1학급, 유치원 1학급)
- 2012. 02. 18 제13회 졸업식 136명 졸업(총 졸업생 1,855명)
- 2012. 03. 01 제5대 서용하 교장 취임
- 2012. 03. 01 22학급 편성(특수 2학급, 유치원 1학급)
- 2013. 02. 15 제14회 졸업식 132명 졸업(총 졸업생 1,987명)
- 2013. 03. 01 21학급 편성(특수 2학급, 유치원 1학급)
- 2013. 12. 05 학생 체력증진 우수학교 교육감 표창
- 2013. 12. 31 기초학력책임지도제 우수학교 교육감 표창
- 2014. 02. 14 제15회 졸업식 121명 졸업(총 졸업생 2,108명)
- 2014. 03. 01 20학급 편성(특수 2학급, 유치원 1학급)
- 2014. 03. 01 제6대 조명규 교장 취임
- 2015. 02. 16 제16회 졸업식 99명 졸업(총 졸업생 2,207명)
- 2015. 03. 01 19학급 편성(특수 1학급, 유치원 1학급)

## 참고 자료
- 송일초등학교 - 한국교육학술정보원 학교알리미